# الحضارة اللوساتية
كانت الحضارة اللوساتية موجودة في العصر البرونزي المتأخر وأوائل العصر الحديدي (1300 – 500 قبل الميلاد) في معظم ما يعرف الآن ببولندا وأجزاء من جمهورية التشيك وسلوفاكيا وألمانيا الشرقية وغرب أوكرانيا. ويغطي فترات مونتيليوس [الإنجليزية] من الثالث (الحضارة اللوساتية المبكرة) إلى الخامس من المخطط الزمني لأوروبا الشمالية. لقد اتصل أو ارتبط ارتباطًا وثيقًا بالعصر البرونزي الشمالي. يمكن أيضًا رؤية تأثيرات حضارة هالستات بشكل خاص في الزخارف (الشظايا والدبابيس) والأسلحة.

## الأصول

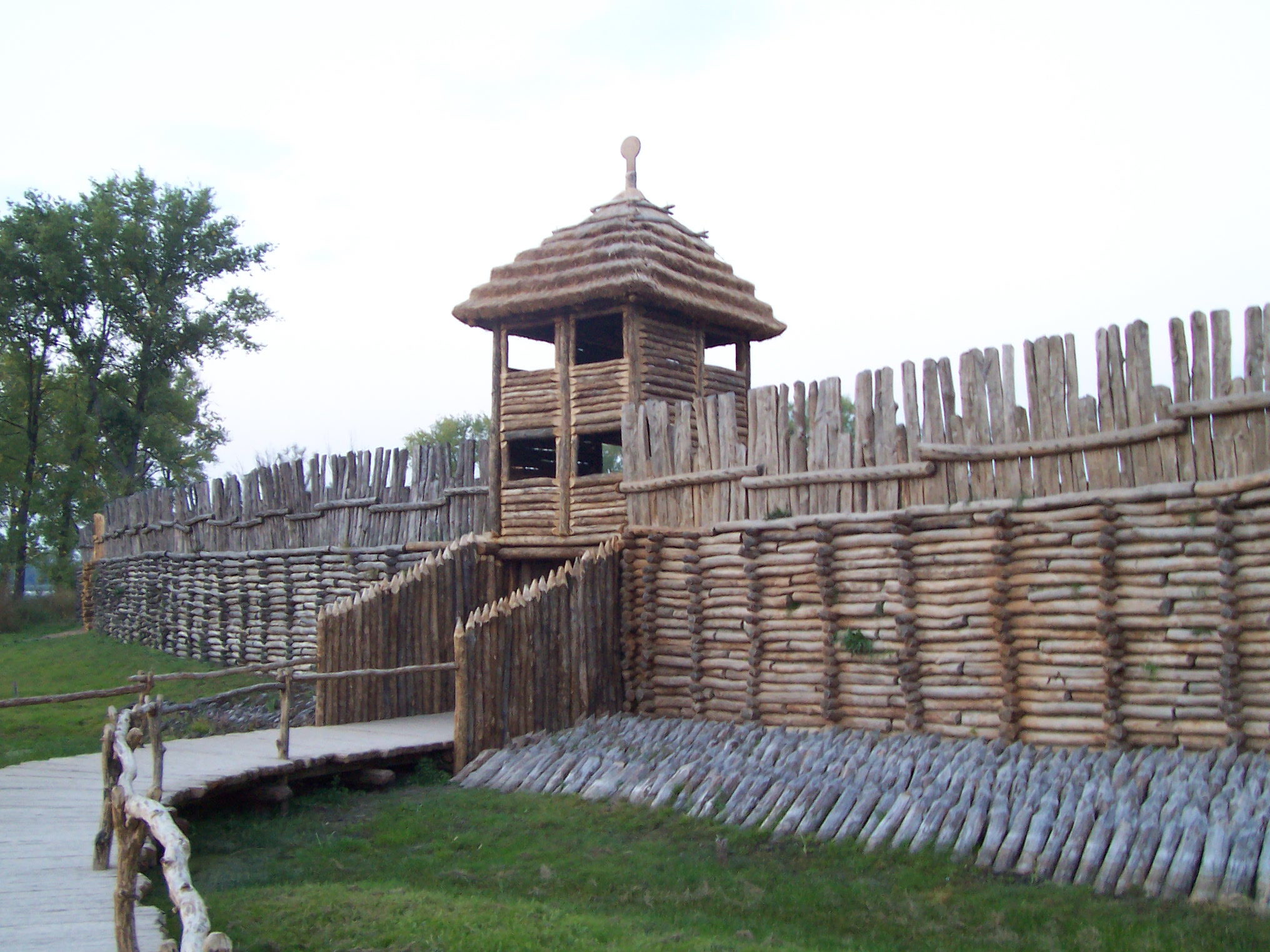
بيسكوبين المعاد بناؤه (بولندا)

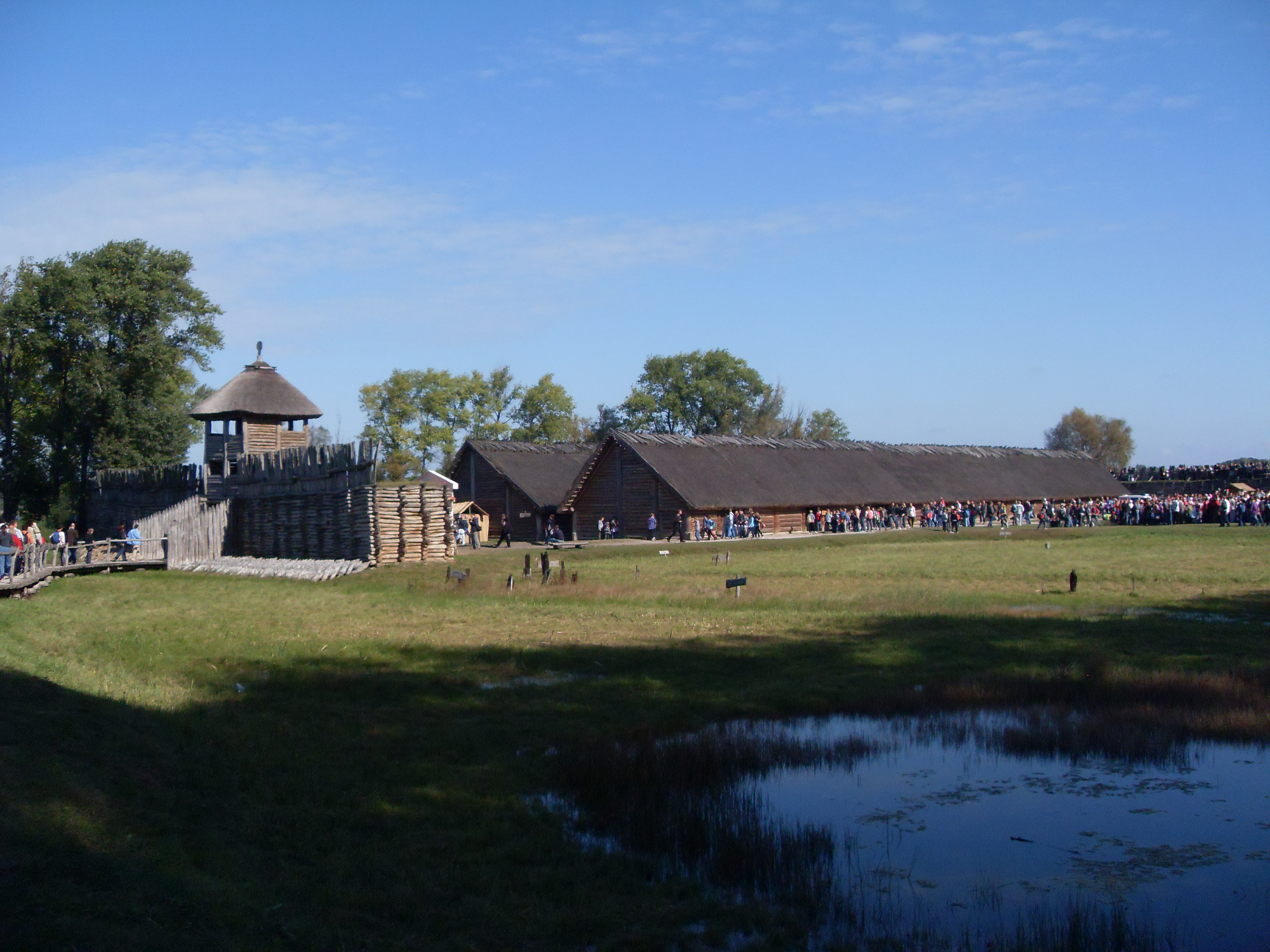
أعيد بناء التحصينات والبيوت الطويلة في بيسكوبين

تطورت الحضارة اللوساتية حيث شهدت حضارة ترزسينيك [الإنجليزية] السابقة تأثيرات من حضارة التلال الجنائزية في العصر البرونزي الأوسط، مما أدى بشكل أساسي إلى دمج المجتمعات المحلية في الشبكة الاجتماعية والسياسية لأوروبا في العصر الحديدي. لقد شكلت جزءًا من أنظمة أورنفيلد الموجودة في شرق فرنسا وجنوب ألمانيا والنمسا إلى المجر والعصر البرونزي الشمالي في شمال غرب ألمانيا والدول الاسكندنافية. وتلاها حضارة بيلندورف في العصر الحديدي المبكر في الغرب. يُعتقد أن الحضارة اللوساتية  في بولندا امتدت إلى جزء من العصر الحديدي أيضًا (لا يوجد سوى اختلاف في المصطلحات) وقد خلفتها حضارة مونتيليوس السابع في السلاسل الشمالية حول مصب فيستولا بواسطة الحضارة البوميرانية [الإنجليزية] المنتشرة جنوبًا.
وصف عالم الأمراض وعالم الآثار الألماني رودلف فيرخوف (1821-1902) المدافن "من النوع اللوساتي" لأول مرة. يشير الاسم إلى منطقة لوساتيا في شرق ألمانيا (براندنبورغ وساكسونيا) وغرب بولندا. حدد فيرخوف القطع الأثرية الفخارية على أنها "ما قبل الجرمانية"، لكنه رفض التكهن بالهوية العرقية لصانعيها.[بحاجة لمصدر] افترض عالم الآثار البولندي جوزيف كوسترزويسكي [الإنجليزية]، الذي بدأ في عام 1934 بإجراء حفريات واسعة النطاق في مستوطنة بيسكوبين [الإنجليزية] اللوساتية، أن الحضارة اللوساتية كانت سابقة للحضارات اللاحقة التي تنتمي إلى السلاف الأوائل. يرى علماء الآثار المعاصرون، مثل كل من كازيمير جودلوسكي [البولندية] وبيوتر كاكزانوفسكي [البولندية]، أن الجغرافيا العرقية لأوروبا الوسطى في العصر البرونزي شملت بعد ذلك شعوبًا لا تُعرف لغاتها وهويتها العرقية.

## الحضارة
كان الدفن عن طريق حرق الجثة.  عادة ما تكون الجرة مصحوبة بالعديد من الأوعية الثانوية (حتى 40). هدايا القبور المعدنية متناثرة، ولكن هناك العديد من الكنوز (مثل كوبانييو في بوميرانيا) التي تحتوي على أعمال معدنية غنية، سواء من البرونز أو الذهب (كنز إبرسوالد في براندنبورغ). تشهد المقابر التي تحتوي على قوالب، كما هو الحال في باتون وساكسونيا وتويريس [الإنجليزية]، على إنتاج الأدوات والأسلحة البرونزية على مستوى القرية. القبر "الملكي" لسدين [الإنجليزية] في براندنبورغ بألمانيا، مغطى بجثوة ترابية كبيرة، يحتوي على واردات من البحر الأبيض المتوسط مثل الأواني البرونزية والخرز الزجاجي. يمكن أن تكون المقابر كبيرة جدًا وتحتوي على آلاف القبور.
تشمل المستوطنات الشهيرة بيسكوبين في بولندا وبوخ بالقرب من برلين. توجد قرى مفتوحة ومستوطنات محصنة (بورغوال أو غورد ‏) على قمم التلال أو في مناطق المستنقعات. وكانت الأسوار مبنية من صناديق خشبية مملوءة بالتراب أو الحجارة.
كان اقتصادها يعتمد بشكل أساسي على زراعة الأراضي الصالحة للزراعة، كما تشهد بذلك العديد من حفر التخزين. شكل القمح (إيمر) والشعير ذو الستة صفوف المحاصيل الأساسية، جنبًا إلى جنب مع الدخن والشَّيْلَمُ والشوفان والبازلاء والفاصوليا والعدس وذهب المتعة [الإنجليزية] (كاميلينا ساتيفا). زُرع الكتان، وعُثر على بقايا التفاح والإجاص والبرقوق المستأنسة. وكانت الماشية والخنازير أهم الحيوانات الأليفة، تليها الأغنام والماعز والخيول والكلاب. تشهد الصور الموجودة على جرار العصر الحديدي من سيليزيا على ركوب الخيل، ولكن استخدمت الخيول لجر العربات أيضًا. كان الصيد يُمارس، كما تشهد بذلك عظام االأيائل الحمراء واليحمور، والخنازير، والبيسون، والإلكة، والقواع، والثعلب، والذئب، لكنها لم توفر الكثير من اللحوم المستهلكة. قد تشير عظام الضفادع العديدة الموجودة في بيسكوبين إلى أن أرجل الضفادع قد أكلت أيضًا.

## معرض الصور

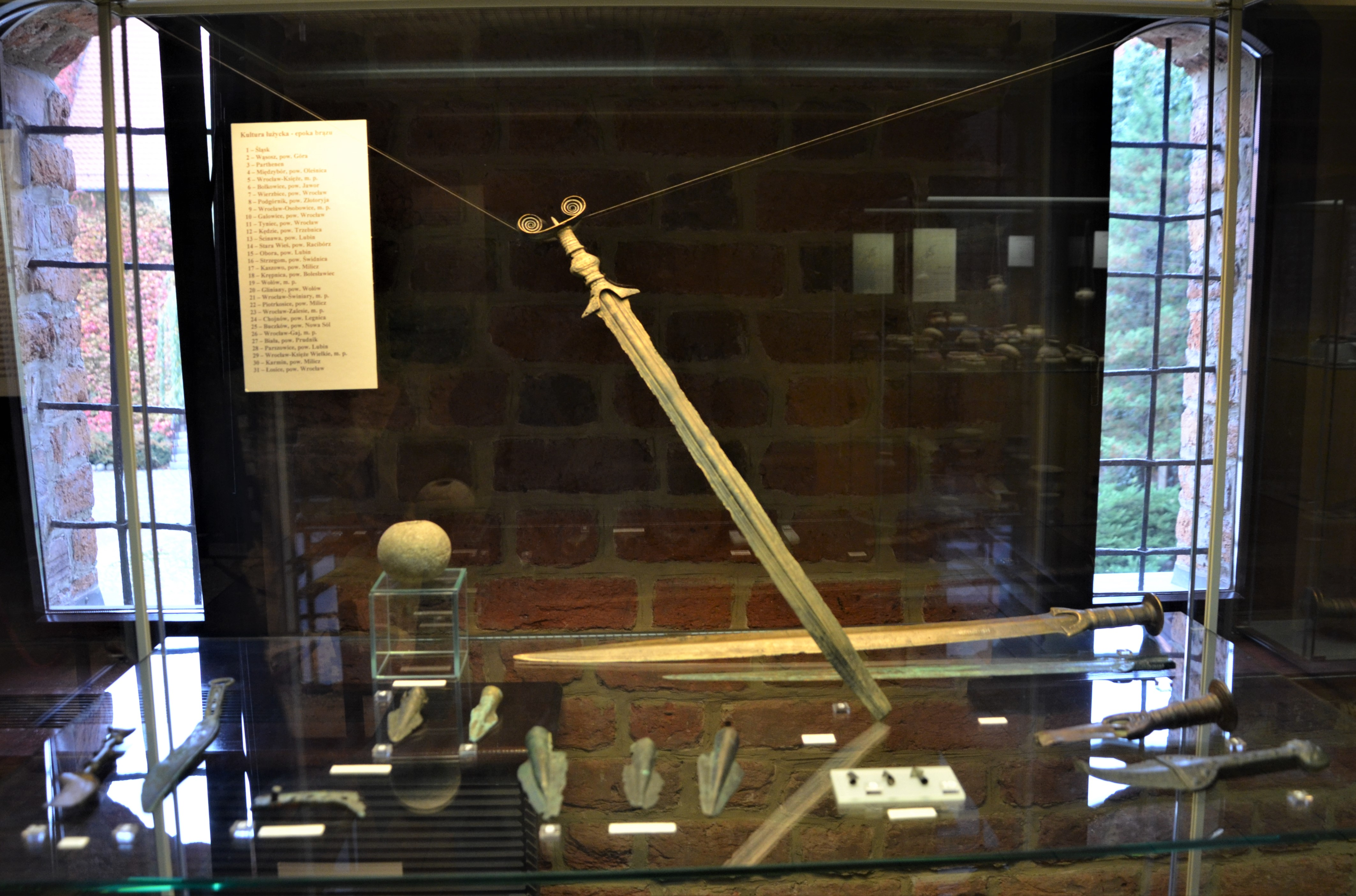
أسلحة لوساتية
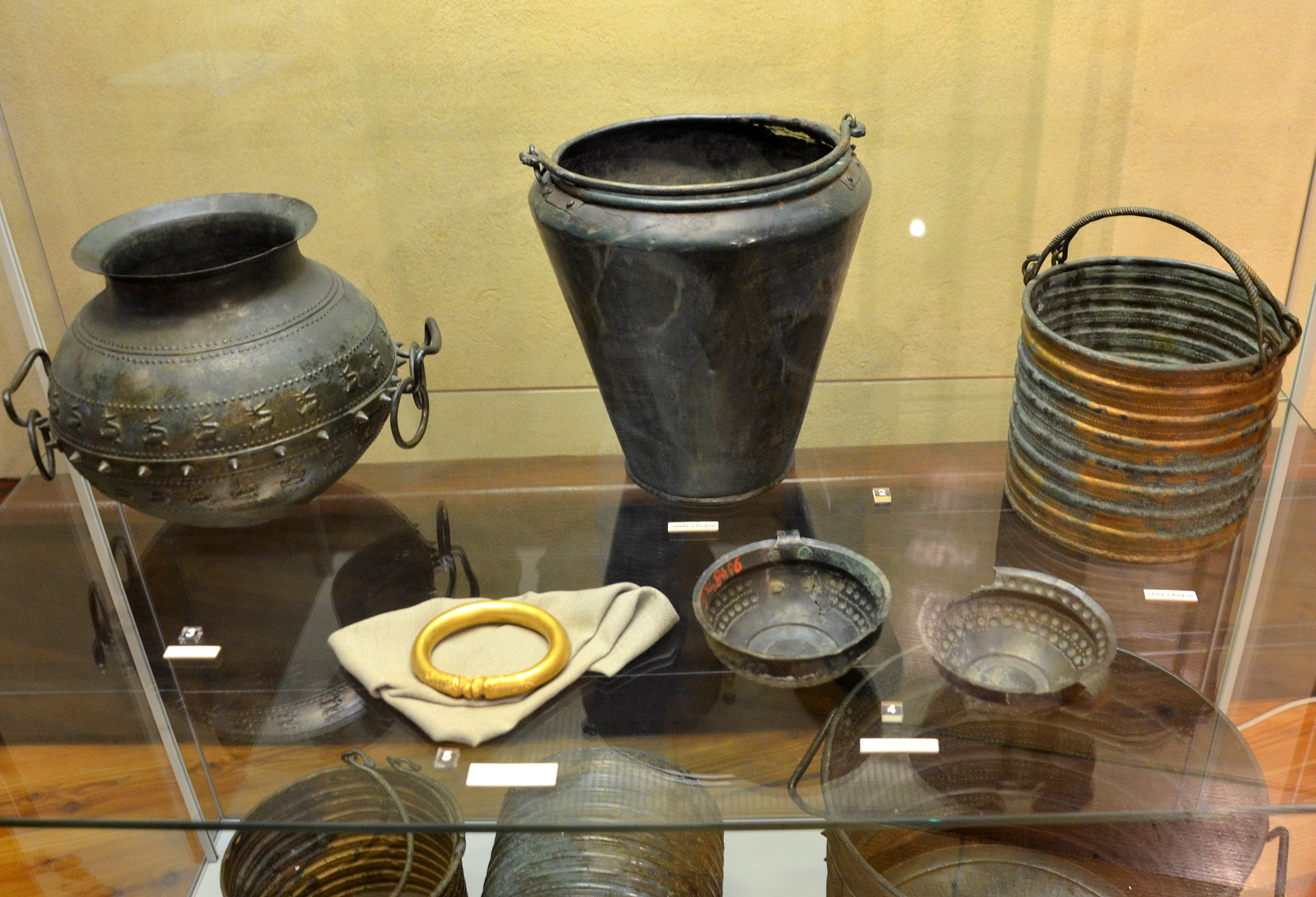
قطع أثرية مختلفة من العصر البرونزي والحديدي
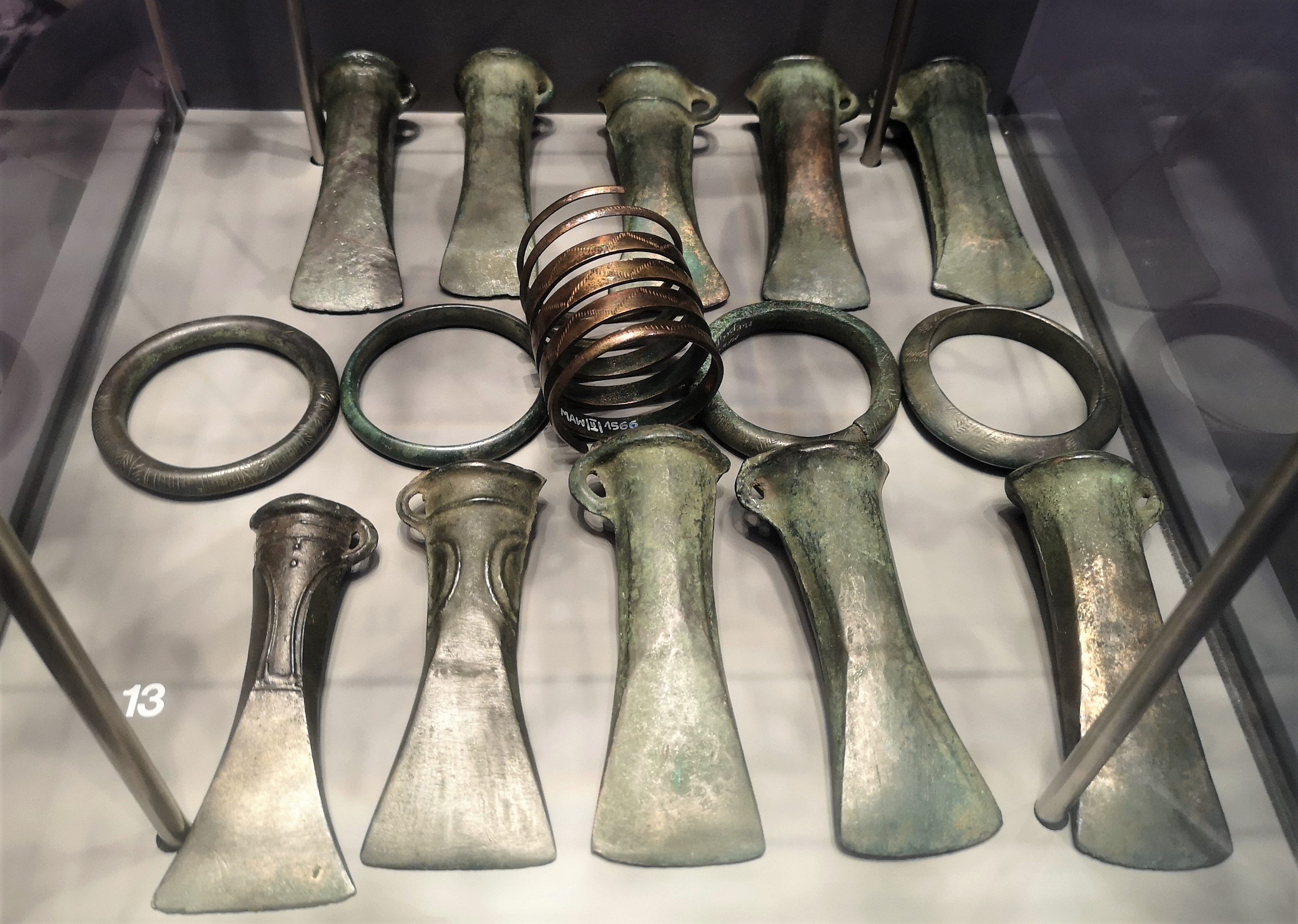
فؤوس مقابس وحلقات للذراع [الإنجليزية]
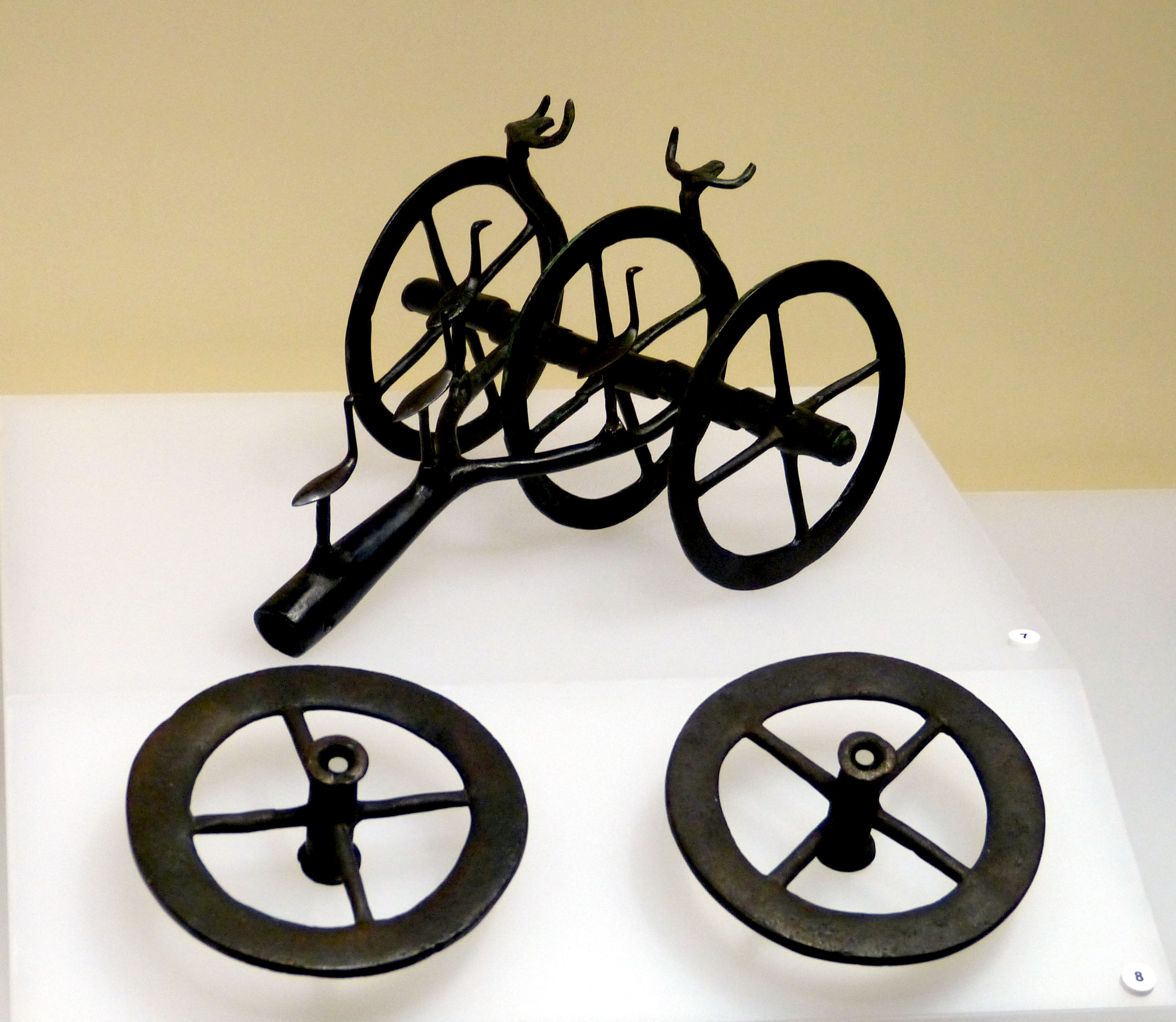
نموذج عربة العبادة البرونزية
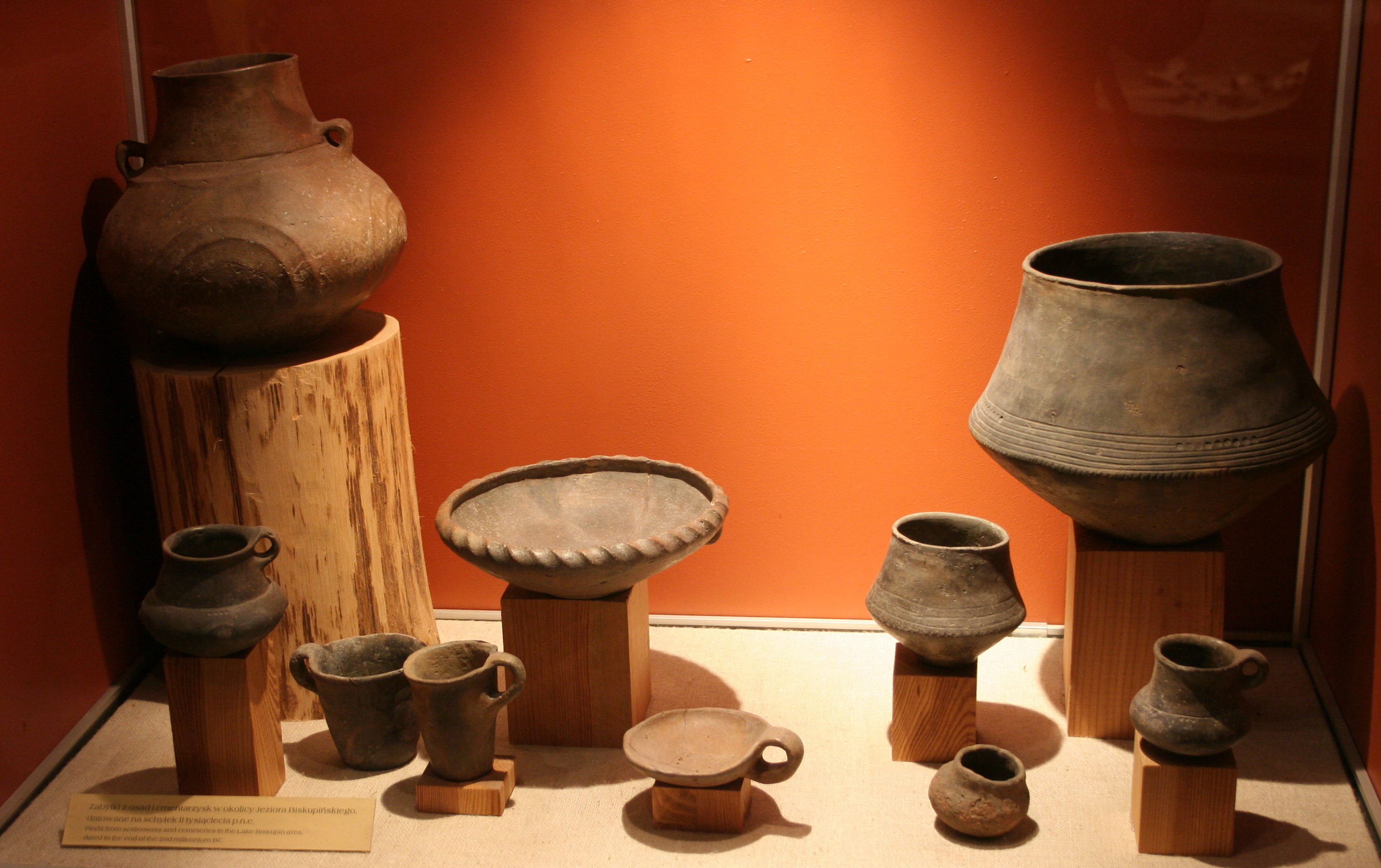
فخار من بيسكوبين
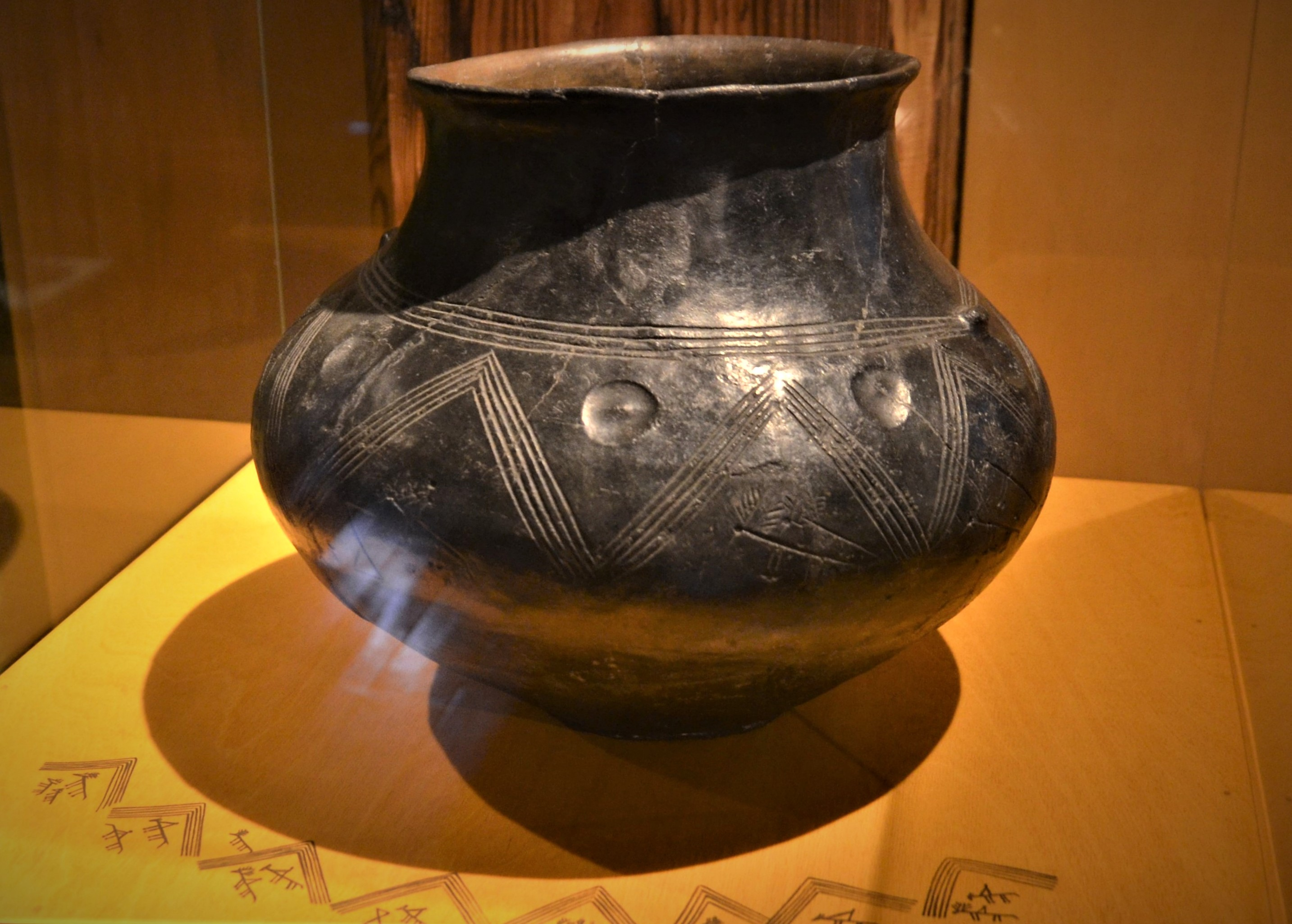
جرة رماد لوساتية
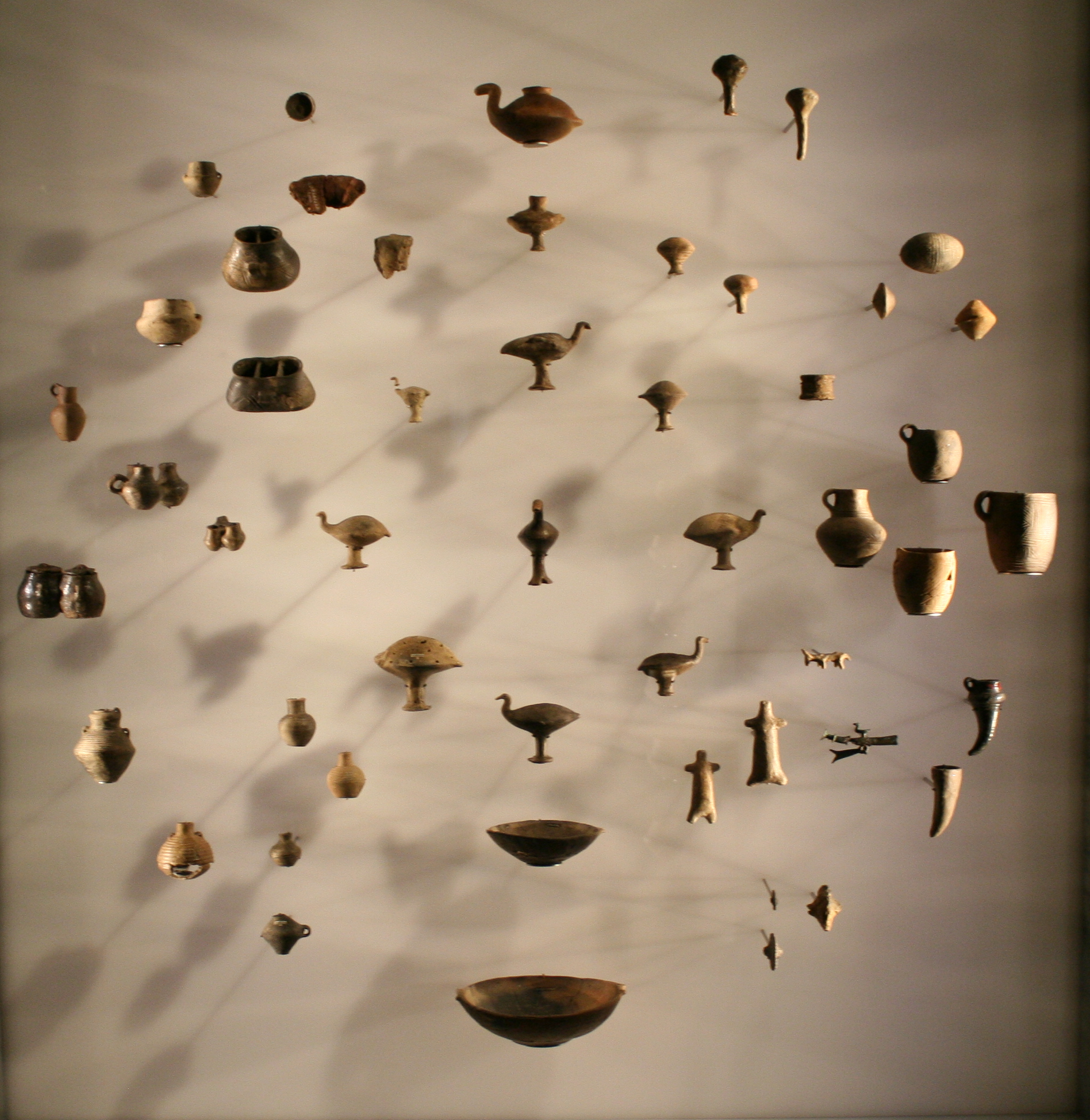
فخار وتماثيل
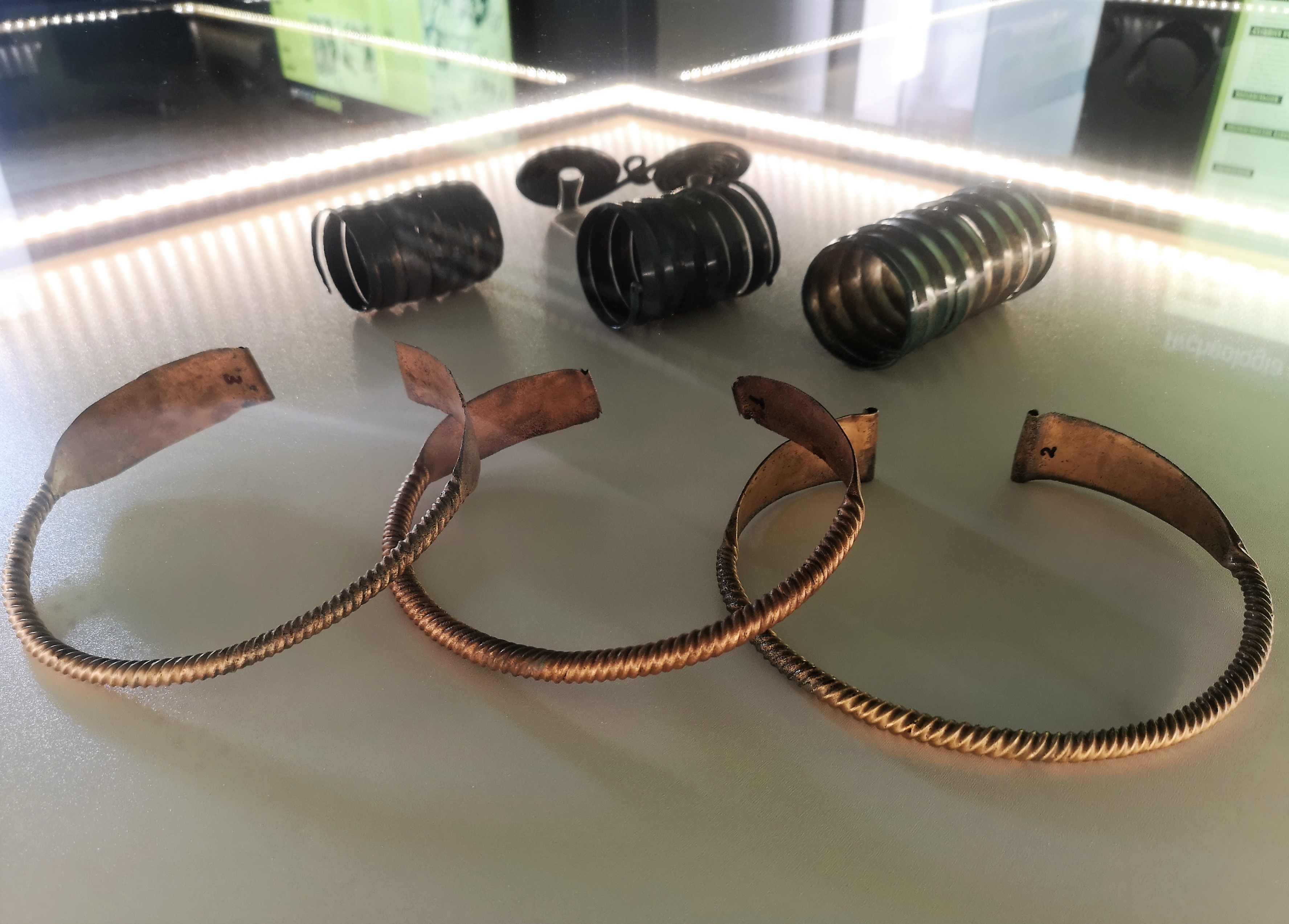
مشاعل وخواتم الذراع [الإنجليزية]
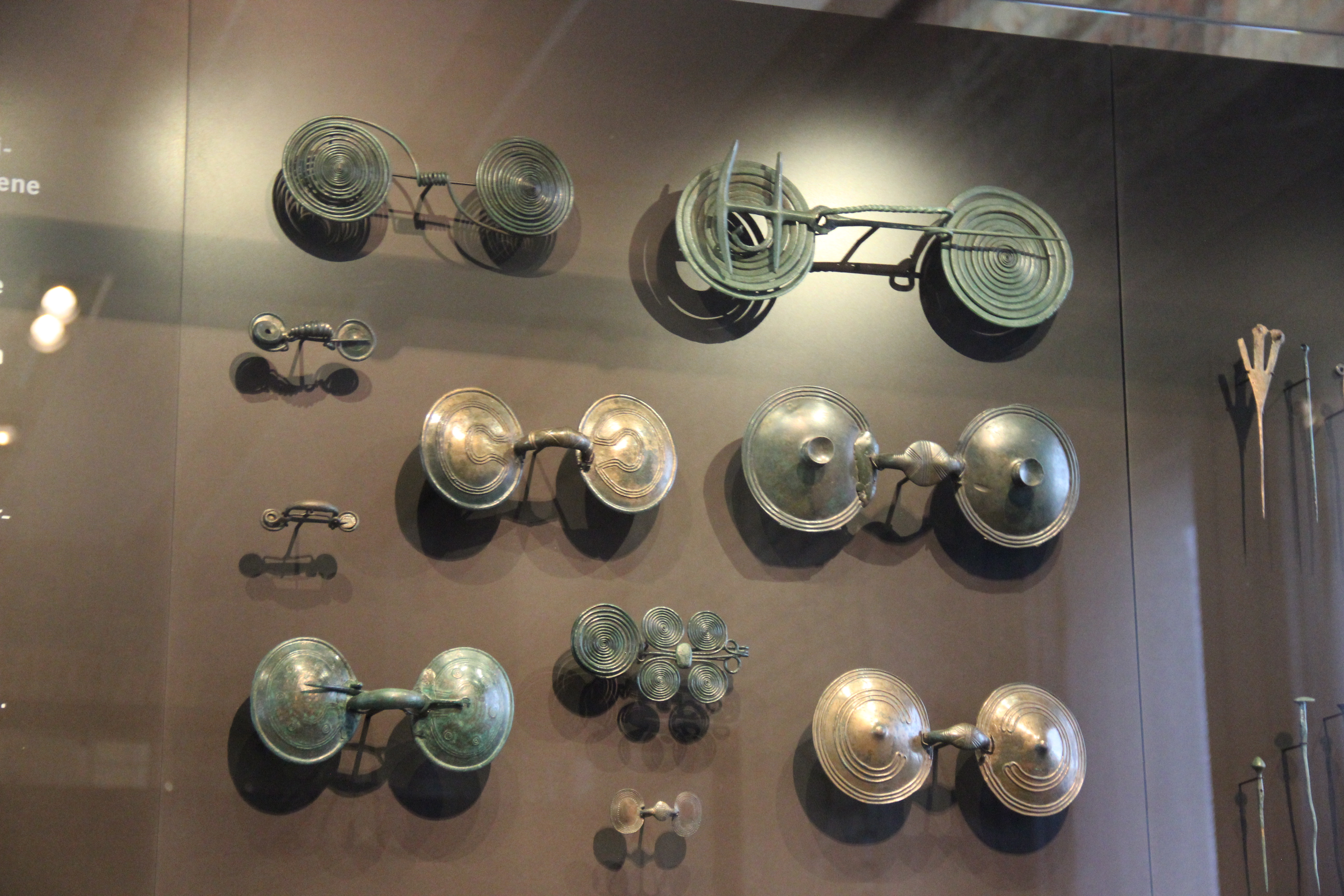
شظية برونزية
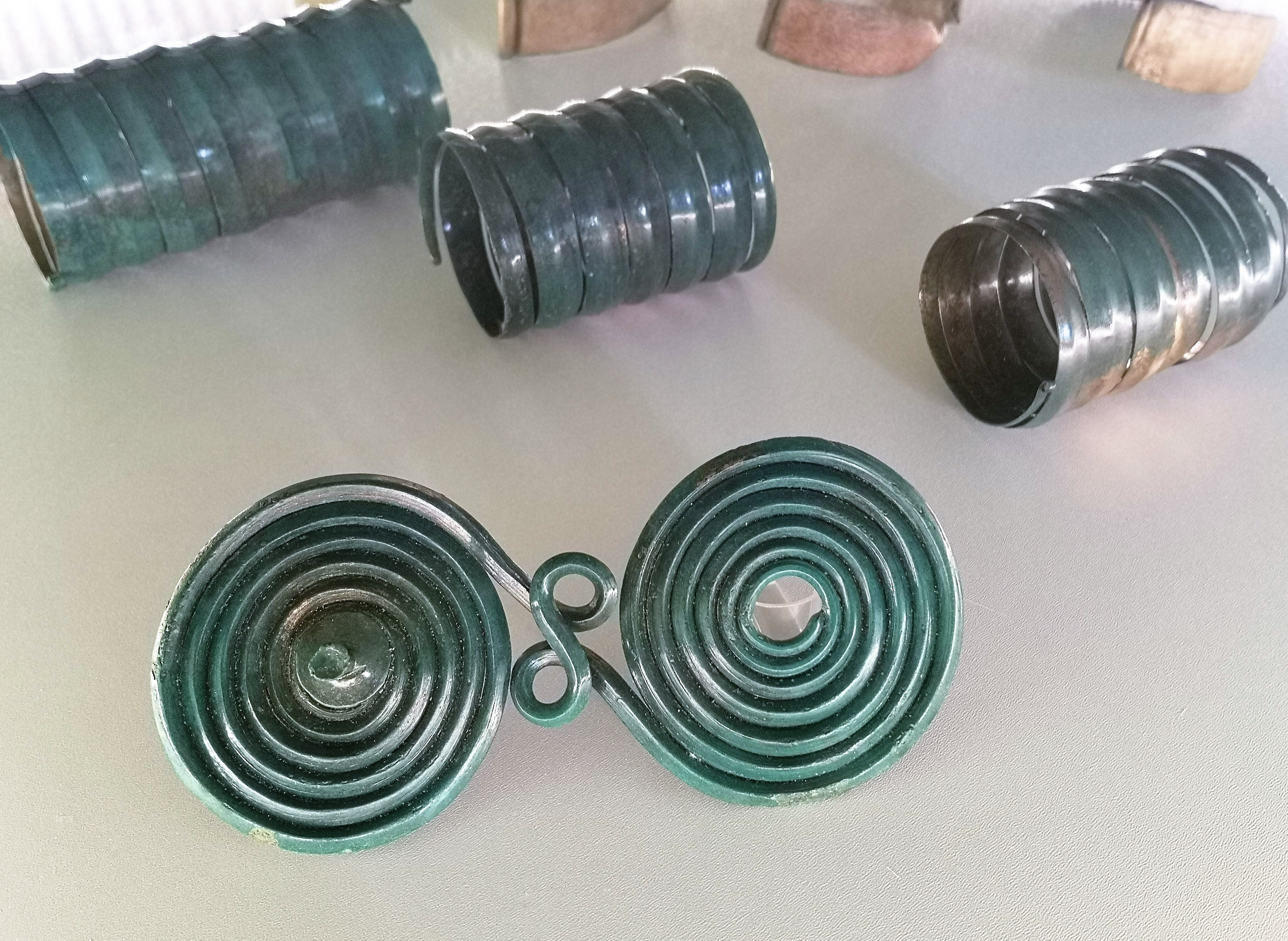
شظية وحلقات الذراع
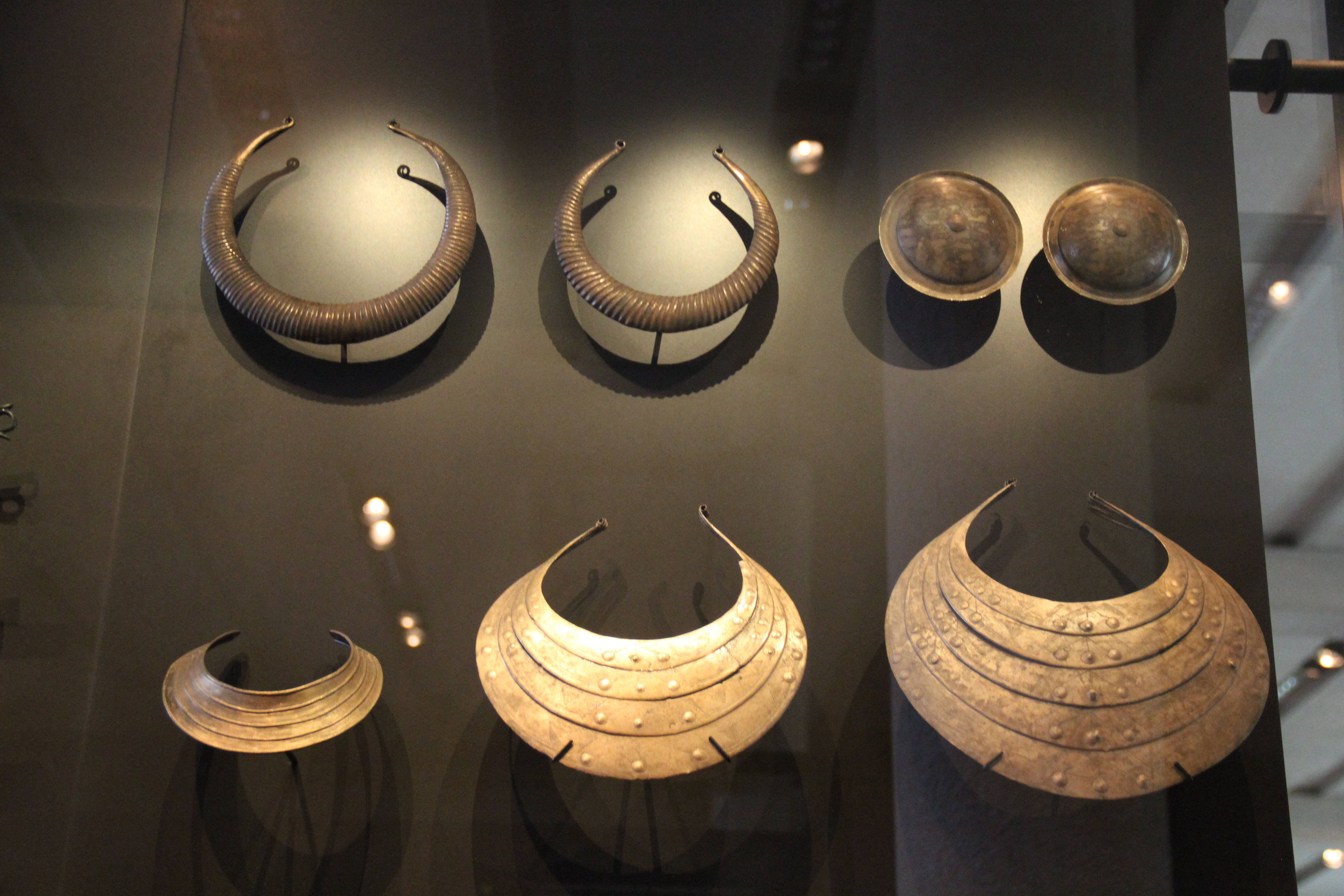
حلي من  العصر البرونزي
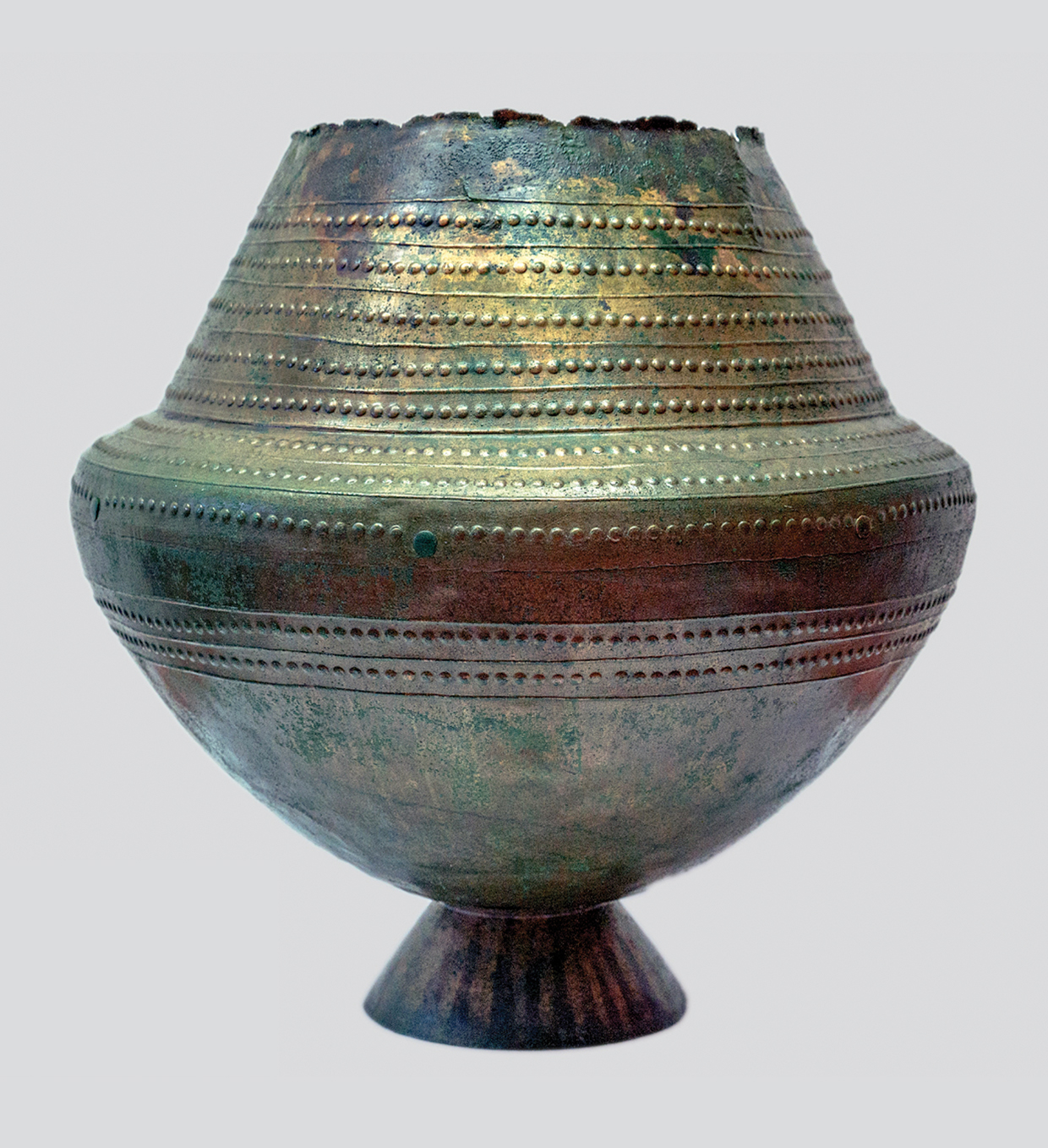
وعاء برونزي، بولندا، قرابة 950 قبل الميلاد
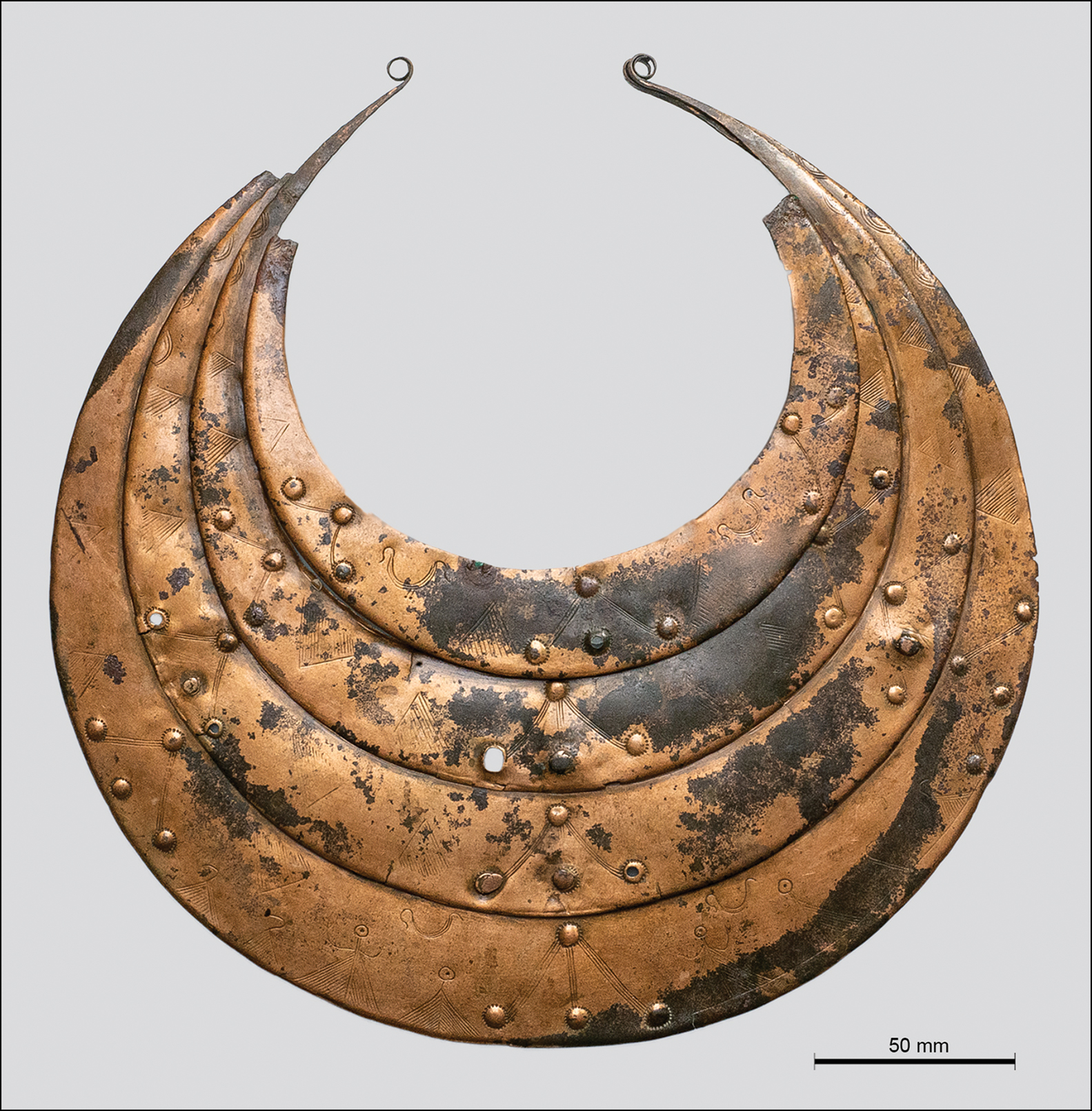
طوق برونزي بزخارف سفينة الشمس.
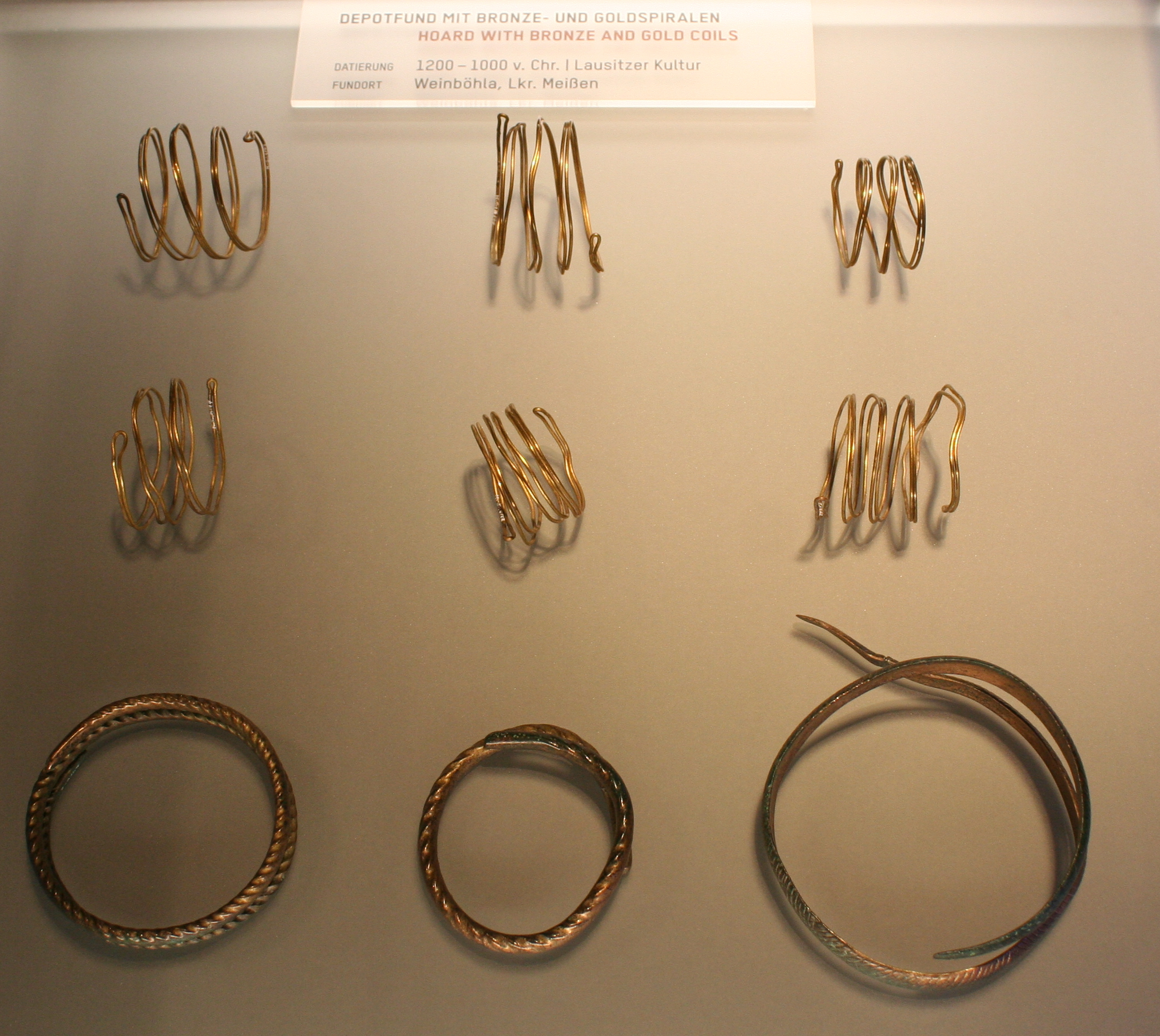
حلي ذهبية وبرونزية
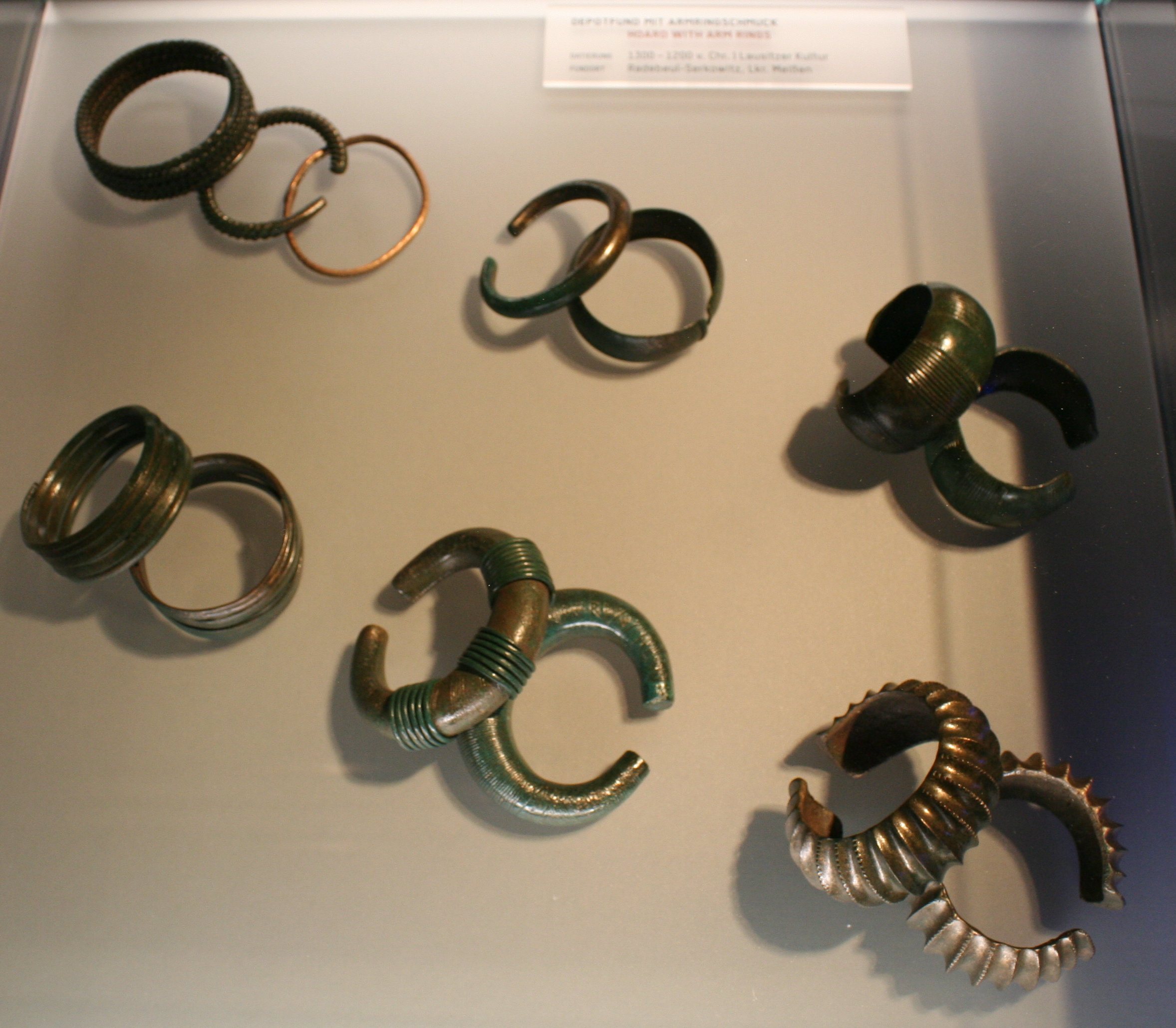
حلقات الذراع البرونزية
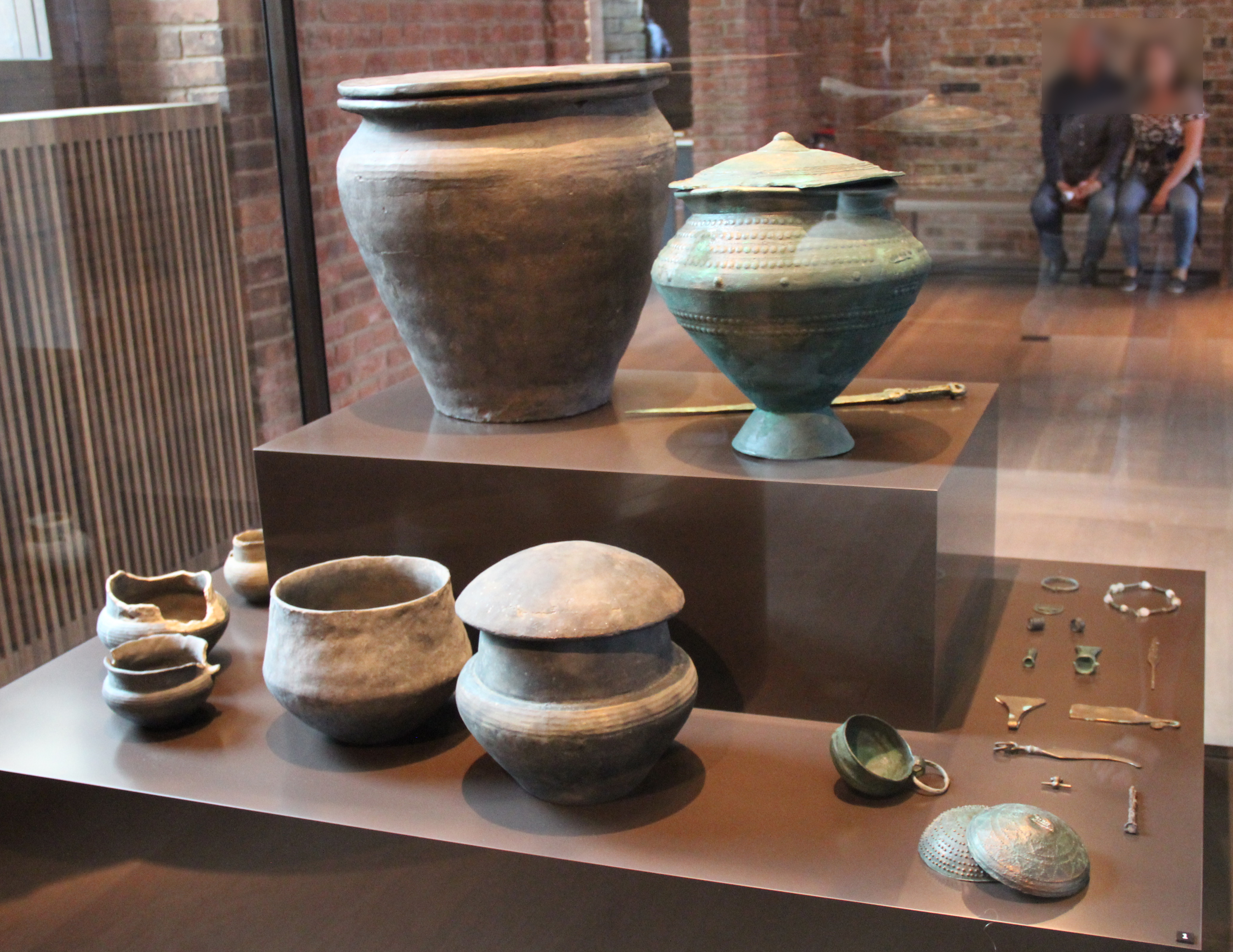
محتويات قبر سدين
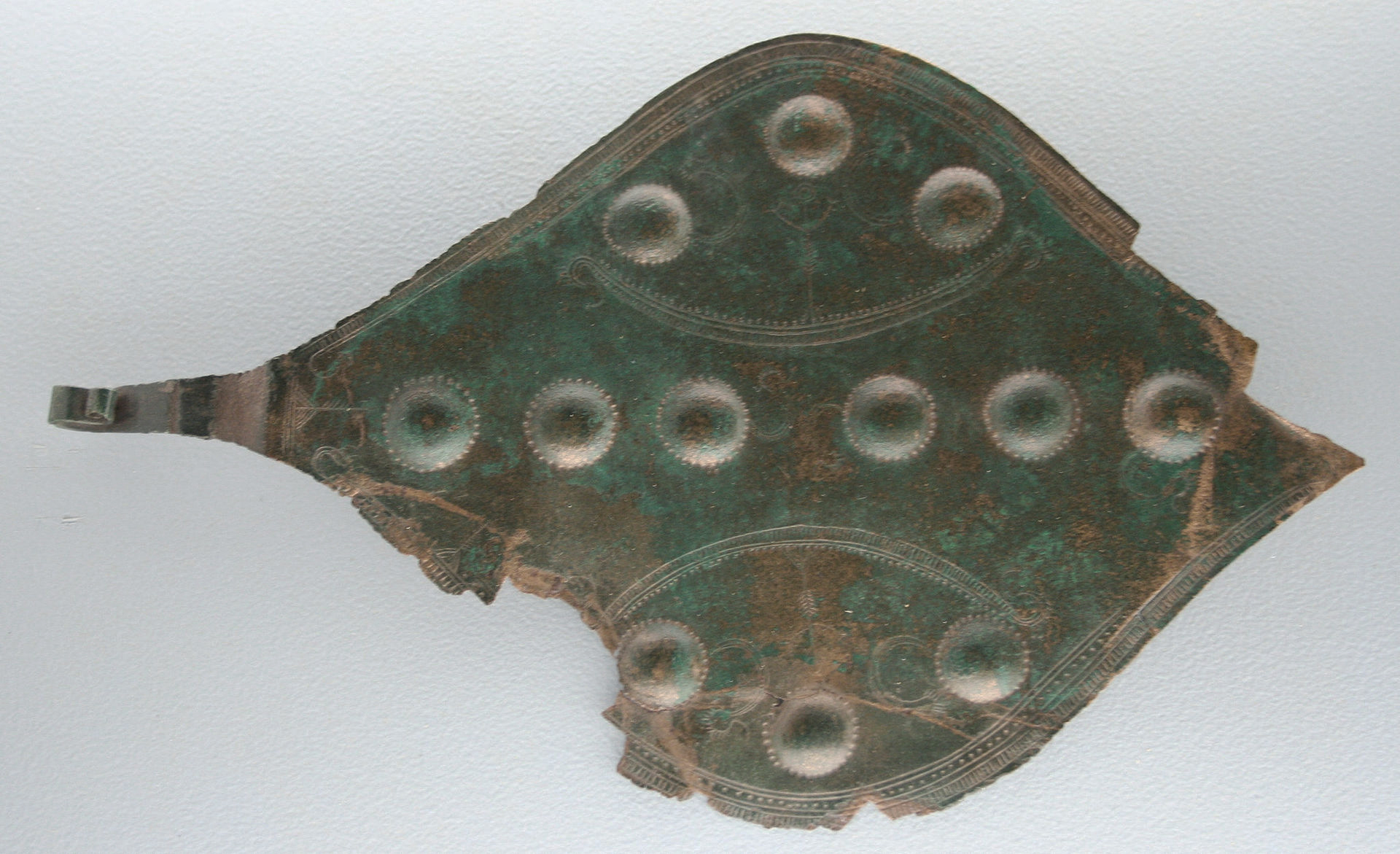
صفيحة حزام مع شكل سفينة الشمس، بولندا.[8][ا]
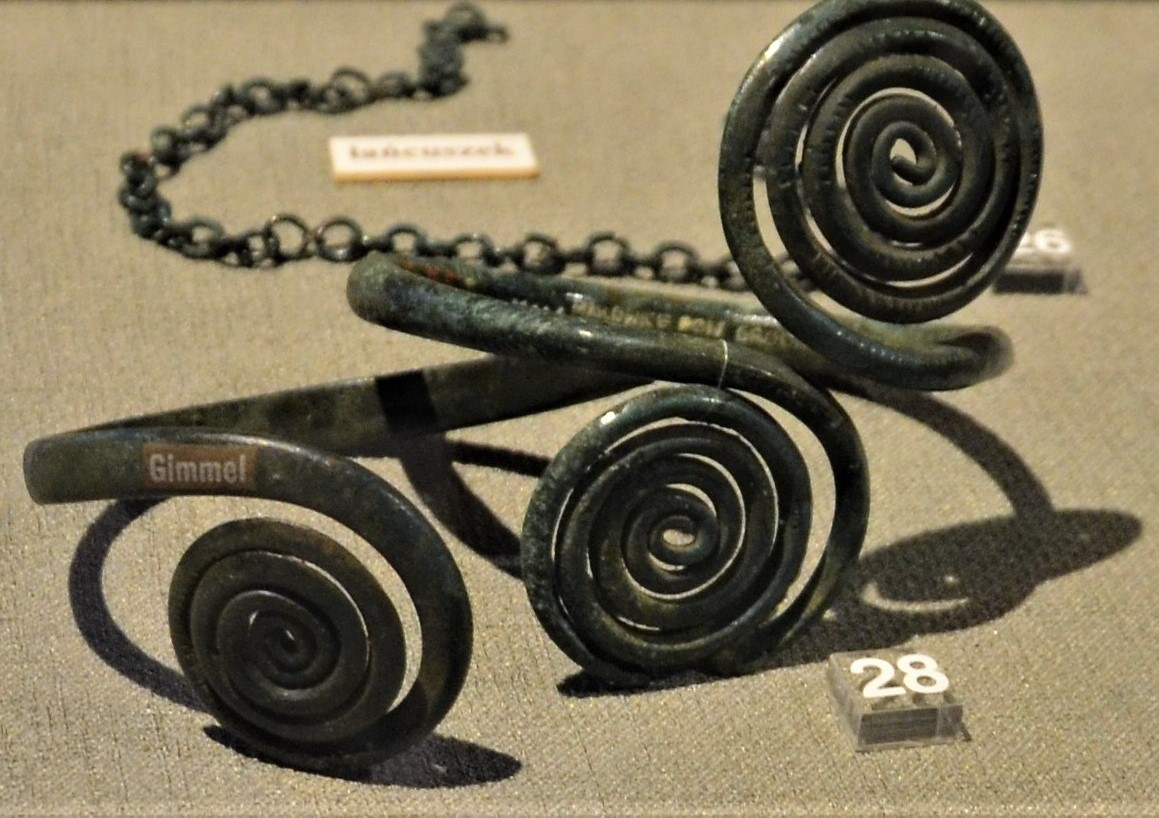
عصابات الذراع البرونزية
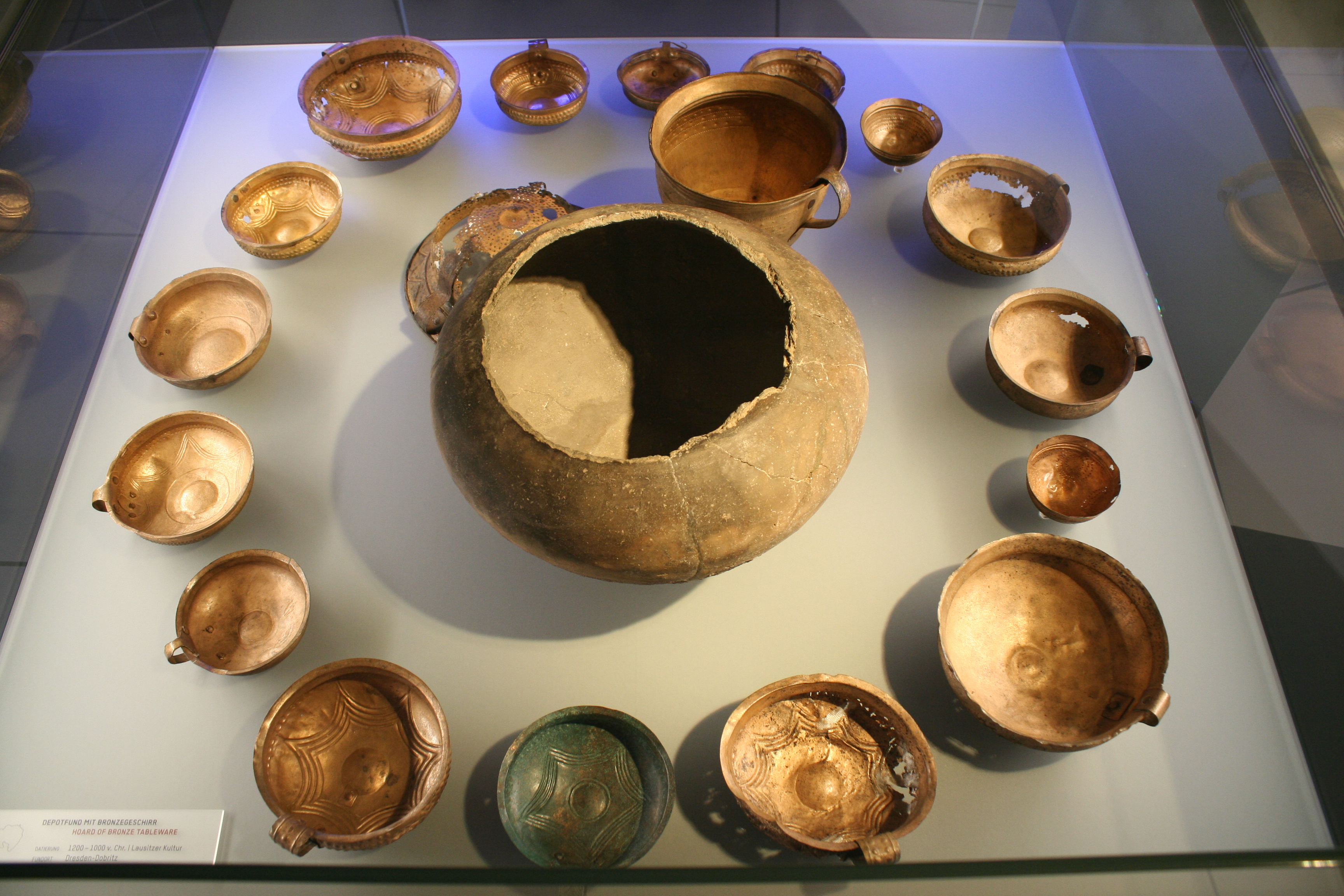
أدوات المائدة البرونزية، 1200-1000 قبل الميلاد
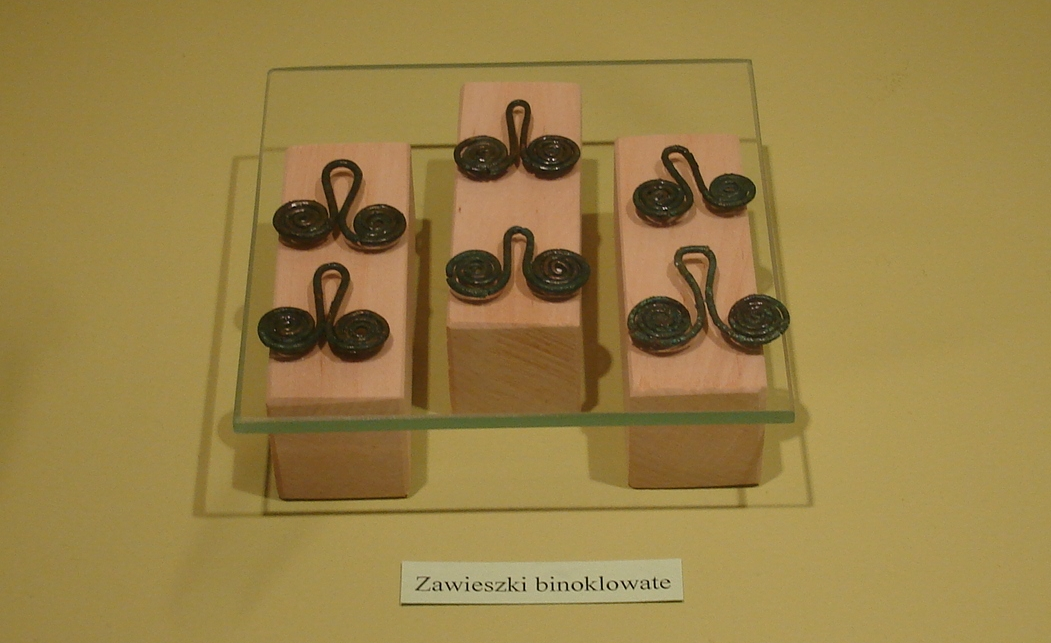
معلقات حلزونية برونزية
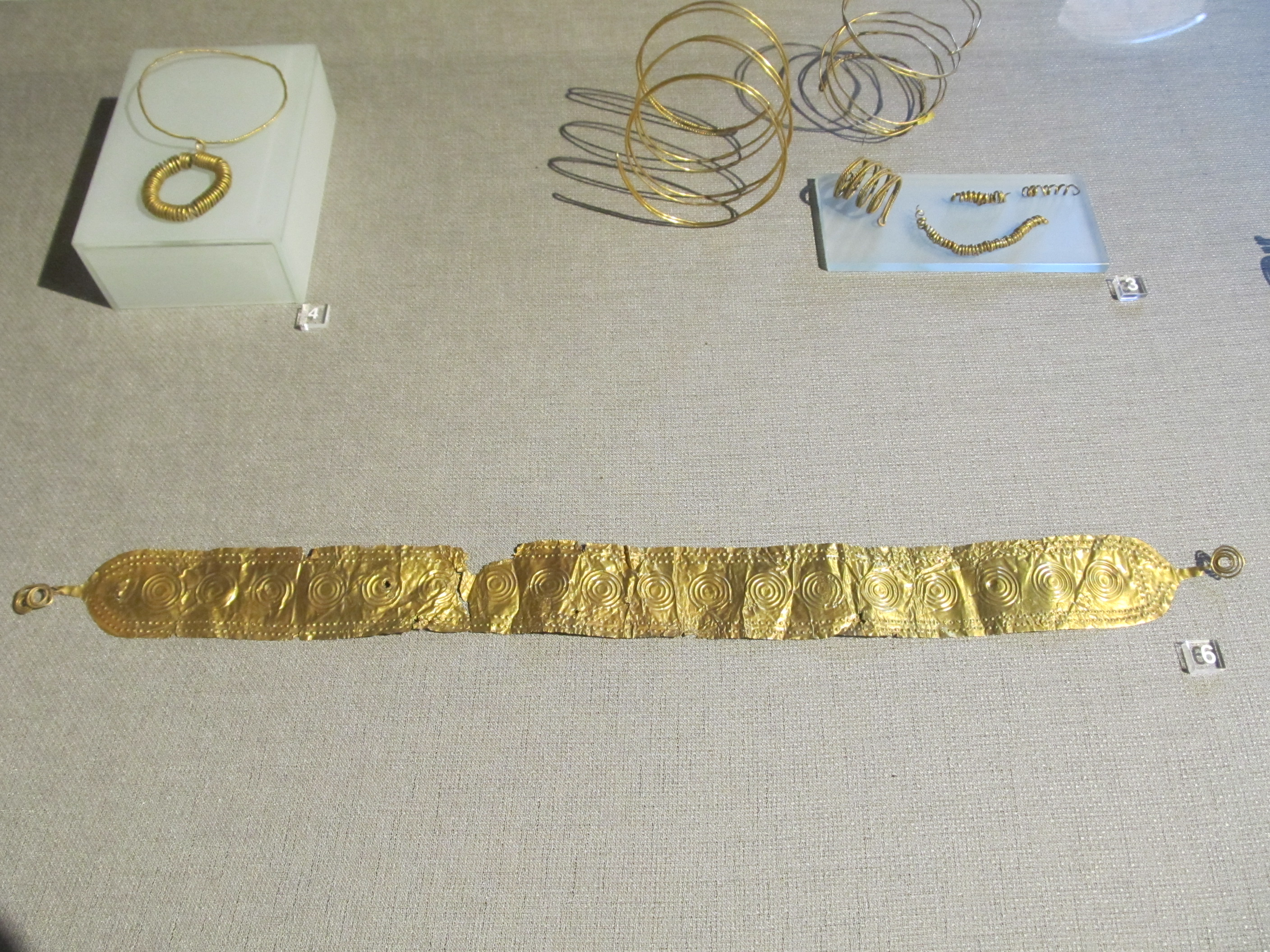
إكليل ذهبي من سيتشو، بولندا
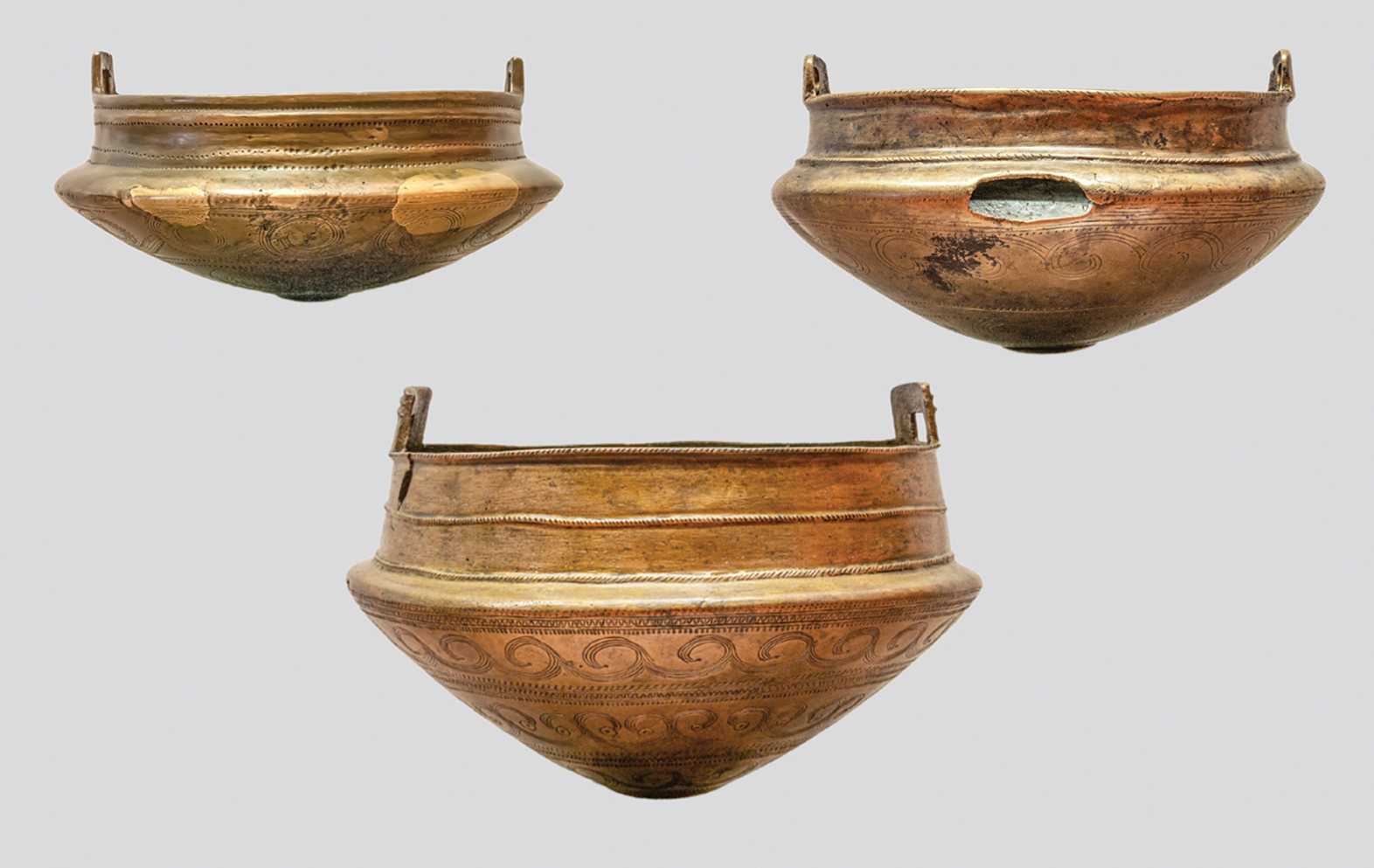
أوعية معلقة من البرونز، بولندا
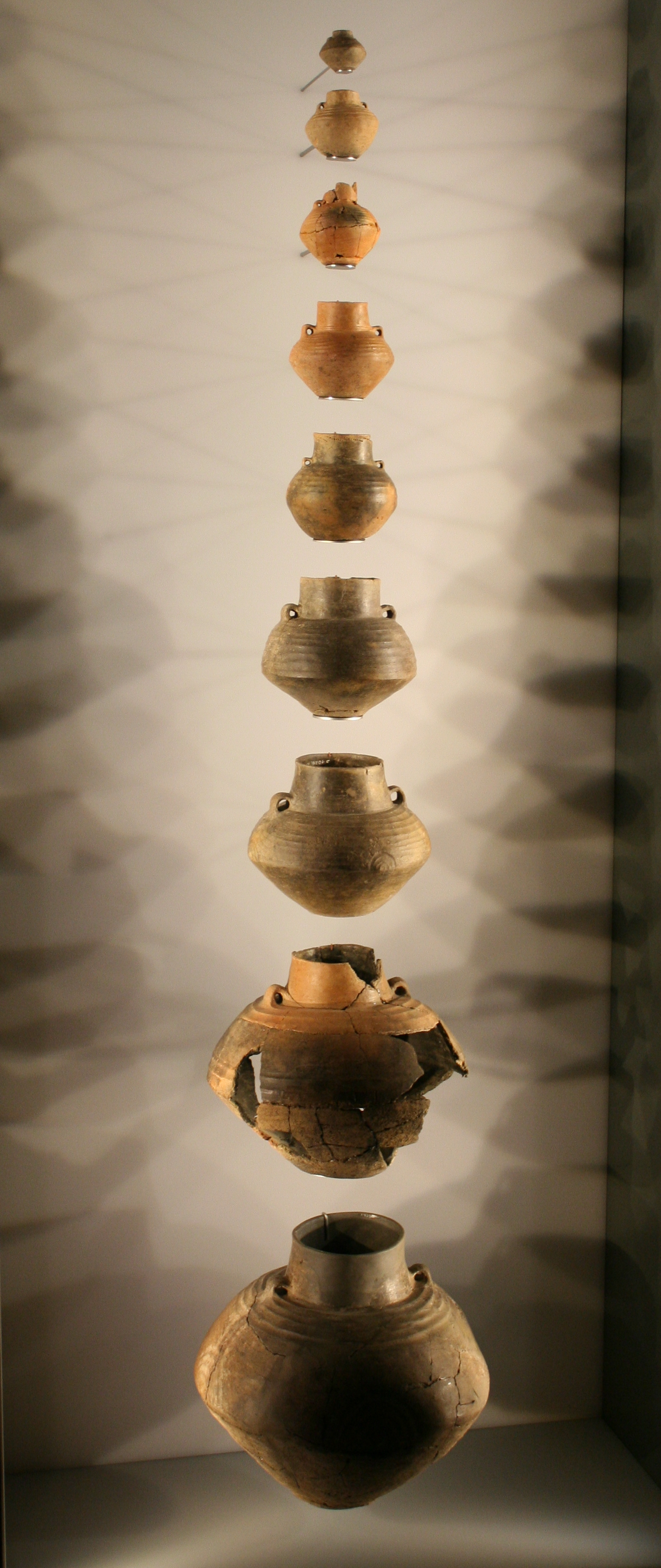
فخار لوساتي
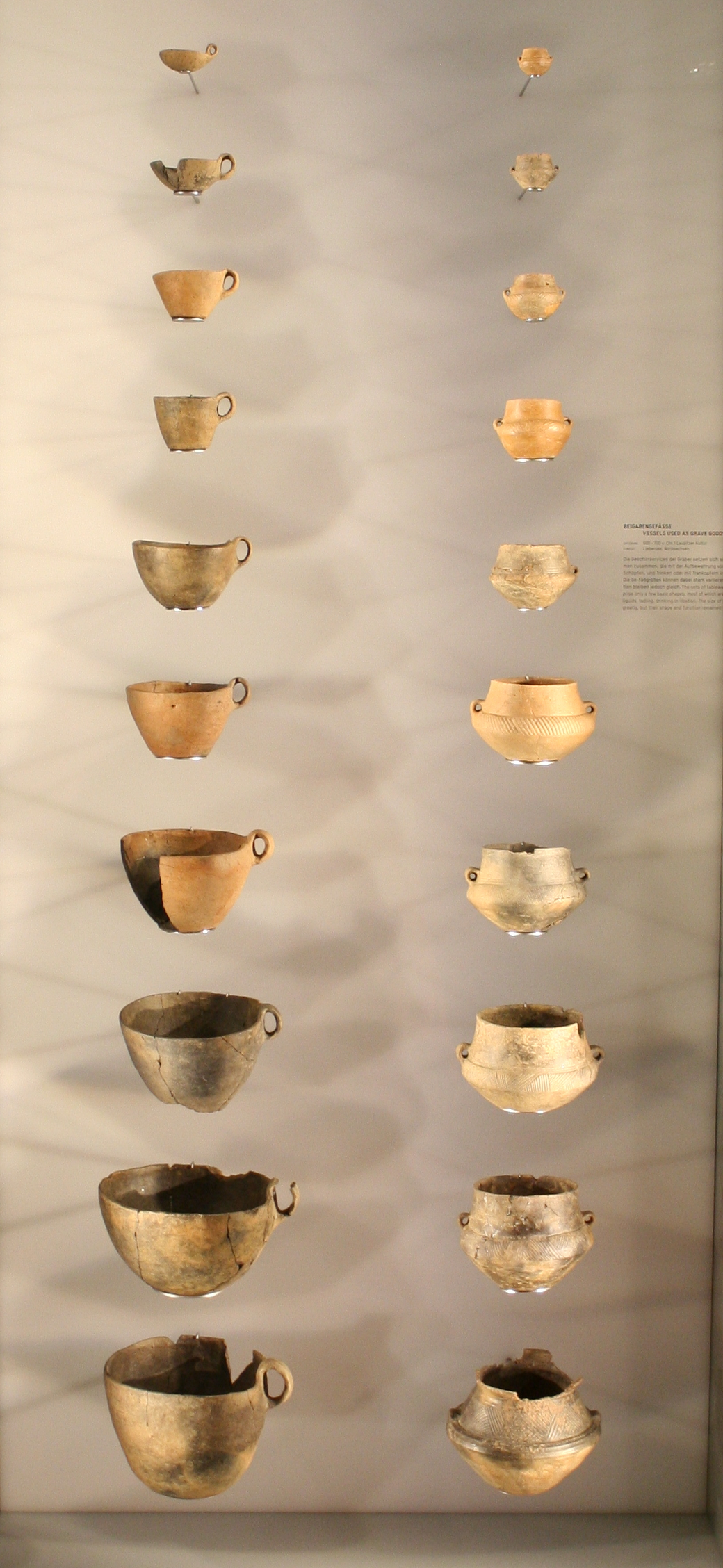
فخار لوساتي

## الحواشي
1. ↑  "رابط الحزام هذا من العصر البرونزي المتأخر من رادولينيك(فلوث سابقًا)، مقاطعة فيلكوبولسكي (بولندا)، تظهر سفينتين، عارضتاهما متقابلتان، ويقف على كل منهما شخص رافعًا ذراعيه في العبادة. تظهر فوق كل سفينة ثلاث مراحل من رحلة الشمس. تُسحب الشمس عبر السماء بواسطة الطيور ويبدو أنها تستقر فقط في ذروتها. أُطرت اللوحة المعدنية عند الحواف بواسطة لوحين آخرينsun-ships." — Meller (2021)[8]

## الروابط الخارجية
- إعادة بناء افتراضية لمستوطنة حضارية لوساتية، تم إنشاؤها باستخدام أدوات العصر البرونزي فقط - وولا رادزيشوفسكا (بالقرب من كراكوف) - بولندا
- كاليسكا الأول: كنز معدني من العصر البرونزي المتأخر من بوميرانيا (بولندا)

قالب:Vistula